# Удинская новь
«Удинская новь» (бур. Шэнэ Yдэ) — еженедельная газета Хоринского района, издающаяся в Хоринске на русском и бурятском языках. Распространяется по подписке. Являет одной из старейших газет Республики Бурятия. Учредителями являются районная администрация и совет депутатов, а также коллектив редакции газеты.

## История
В декабре 1930 года в Хоринском аймаке основана районная газета «Красное заря» (бур. Улан Туяа) . Первым редактором газеты был Дашидоржи Раднаев, который погиб во Второй мировой войне в 1942 году в боях на Смоленщине.
Постановление областного комитета ВКП(б) от 6 октября 1930 г. «О районных газетах»:

1. В течение двухнедельного срока организовать районные газеты в Кяхтинском, Аларском и месячный срок в Хоринском аймаке (на монгольском языке);
2. предложить редакции выделить из своего аппарата редактора для райгазет Агинского и Кяхтинского аймаков, а отделу кадров редактора для Хоринской;
3. предложить тов. Ардину и Дудникову в 3-х дневный срок выделить оборудование для 2-х типографий. Причем это оборудование не должно быть негодным, как это имело место в практике выделения и оборудования редакций др. районов.— Архивная копия из Национального архива Республики Бурятия от 28.10.1994 г.
Первые номера газеты издавались только на монгольском языке традиционной записью, затем стали издаваться смешанные номера (на бурятском и русском языках, а также на монгольском языке в монгольской кириллице). В 1940 году название газеты стало писаться на русском языке — «Красная Заря» (Улан Туяа), газета была органом Хоринского Айкома ВКП(б) и Аймисполкома. «Красная Заря» выходила форматом А3 на 2 страницах с плавающей периодичностью один-два 2 раза в неделю. С 1964 года районная газета стала называться «Удинская новь». Впоследствии она выходила двумя изданиями: «Удинская новь» — на русском языке, «Шэнэ Yдэ» — на бурятском языке. С 1991 года отдельная газета «Шэнэ Yдэ» не издаётся, а выходит в печать, как приложение в газете «Удинская новь».
В январе 1984 года здание редакции на улице Первомайская в Хоринске, отапливаемое дровами, сгорело. Некоторое время редакция размещалась в жилом доме по ул. Первомайская, пока специально для редакции и типографии не было построено двухэтажное кирпичное здание. На первом этаже разместились цеха типографии, второй этаж был отдан редакции.
В 1987 году тираж газеты составлял 3500 экземпляров.
В начале 1990-х годов финансирование газеты осуществлялось из районного бюджета, но по остаточному принципу, редакции пришлось приспосабливаться к рыночным условиям. Тираж газеты снизился до 2020 экземпляров, выходить она стала 2 раза в неделю. С 1993 года учредителями газеты «Удинская новь» являются Хоринский райсовет, районная администрация и коллектив редакции.
По итогам 2012 года «Удинская новь» была названа «Лучшей муниципальной газетой Бурятии» в республиканском конкурсе «Вся Бурятия». Публикации корреспондентов газеты неоднократно отмечались на конкурсах. 

## Главные редакторы
- Раднаев, Дашидоржи Абидуевич (1930—1934)
- Дугарон Даши-Доржо Духарович (1934)
- Рудакова, Анна Ивановна
- Намжилон, Бадма Намжилович
- Ринчинов, Пурбо Эрдынеевич
- Заятуев, Гомбо-Намжил Заятуевич
- Лубсанова, Зинаида Лубсановна (1960)
- Бальжинимаев, Сырен Бадмаевич
- Гумпылов, Василий Гумпылович
- Хандархаев, Филипп Алексеевич (1965—1982)
- Манзаев, Еши-Доржо (Ивсталин) Балданович (1984—1992 и 1997—2007)
- Цыремпилов, Лодой Майдарович (1992—1996)
- Борбоев, Баир Дондокович (2007—2009)
- Стрекаловская, Лидия Григорьевна (2009 — н. в.)